# Meunasah Beuringen
Meunasah Beuringen is een bestuurslaag in het regentschap Aceh Utara van de provincie Atjeh, Indonesië. Meunasah Beuringen telt 611 inwoners (volkstelling 2010).